# 尼克拉斯·英瓦松
尼克拉斯·英瓦松（瑞典語：Niklas Ingvarsson，1978年6月3日—），瑞典男子残疾人冰球运动员。他曾代表瑞典参加1998年、2002年、2010年、2014年和2018年冬季残疾人奥林匹克运动会冰球比赛，获得二枚铜牌。